# Mesityloxide
Mesityloxide is een organische verbinding met als brutoformule C6H10O. De stof komt voor als een kleurloze tot lichtgele, olieachtige, vluchtige vloeistof met de geur van pepermunt. Het is een onverzadigd keton.

## Synthese
Mesityloxide wordt bereid uitgaande van aceton. De aldol-condensatie van twee moleculen aceton levert 4-hydroxy-4-methylpentan-2-on, waaruit door dehydratie (onttrekking van water) mesityloxide ontstaat:
De voornaamste nevenreactie bij de aldol-condensatie van aceton is de vorming van foron en  isoforon door verdere condensatie van mesityloxide met aceton. De relatieve opbrengst aan mesityloxide en isoforon hangt af van de reactieomstandigheden en de gebruikte katalysator. Algemeen geldt: hoe meer aceton er omgezet is, hoe groter de fractie isoforon wordt.

## Toepassingen
Mesityloxide is een oplosmiddel voor natuurlijke harsen en kunstharsen. Het wordt gebruikt als reagens voor de synthese van andere stoffen, hoofdzakelijk methylisobutylketon (MIBK) door hydrogenering van de dubbele binding in mesityloxide. Het is ook een uitgangsproduct voor de synthese van terpenen en geurstoffen, waaronder methylheptenon.